# Lockheed Martin X-35
Lockheed Martin X-35 là một loại máy bay thử nghiệm được Lockheed Martin phát triển cho Chương trình tiêm kích liên quân. Nó được tuyên bố thắng Boeing X-32 và được đưa vào sản xuất vào đầu thế kỷ 21 với tên gọi chính thức là F-35 Lightning II.

## Tính năng kỹ chiến thuật (F-35)

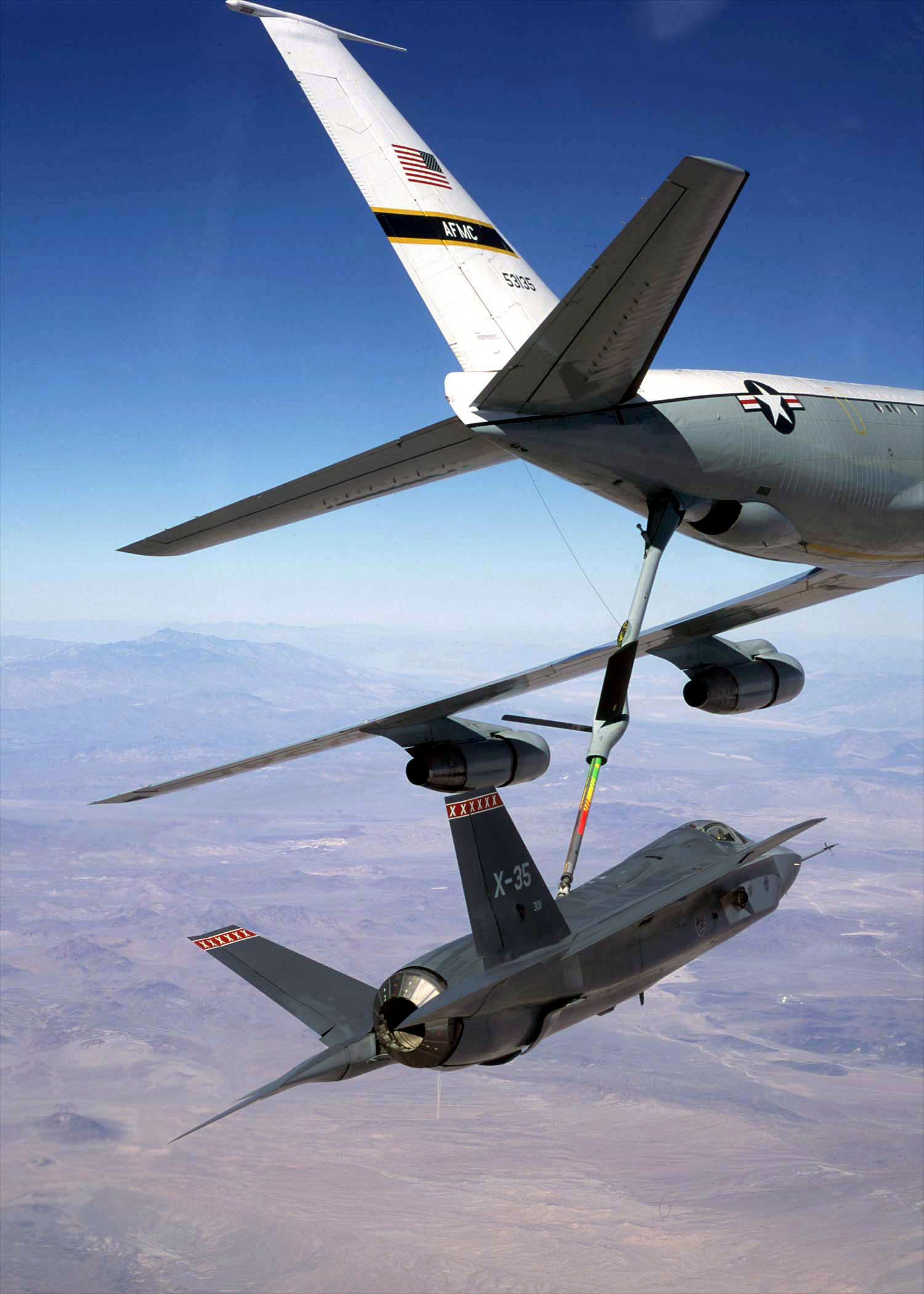
X-35A được tiếp nhiên liệu từ một chiếc KC-135 Stratotanker

Một số thông tin là phỏng đoán.
Dữ liệu lấy từ Lockheed Martin
Đặc điểm tổng quát
- Tổ lái: 1
- Chiều dài: 50 ft 6 in (15,37 m)
- Sải cánh: 35 ft 0 in (10,65 m)
- Chiều cao: 17 ft 4 in (5,28 m)
- Diện tích cánh: 459,6 ft2 (42,7 m²)
- Trọng lượng rỗng: 26.000 lb (11.793 kg)
- Trọng lượng có tải: 44.400 lb (19.960 kg)
- Trọng lượng cất cánh tối đa: 60.000 lb (27.220 kg)
- Động cơ: 1 × Pratt & Whitney F135 kiểu turbofan có chế độ đốt tăng lực
  - Lực đẩy thô: 28.000 lbf (128 kN)
  - Lực đẩy khi đốt tăng lực: 43.000 lbf (191 kN)

 Hiệu suất bay 
- Vận tốc cực đại: Mach 1.6 (1.200 mph, 1930 km/h)
- Tầm bay: xấp xỉ 1.200 hải lý (2.222 km)
- Vận tốc leo cao: 315m/s ()
- Tải trên cánh: 91,4 lb/ft² (446 kg/m²)
- Lực đẩy/trọng lượng: 0,968 với đầy nhiên liệu, 1,22 với 50% nhiên liệu